# Ecozona afrotropicale

L'ecozona afrotropicale (in blu)

L'ecozona afrotropicale o etiopica, è l'ecozona che si estende in gran parte del continente africano, comprese le isole occidentali dell'Oceano Indiano, e in parte della penisola arabica. È separata dall'ecozona paleartica dai deserti tropicali del Sahara e dell'Arabia.
I confini settentrionali della regione non sono ben definiti, in particolare nella parte asiatica: alcuni autori comprendono infatti buona parte della penisola arabica e, talvolta, anche l'Iran meridionale, altri considerano solo la parte meridionale della penisola. Controversa è anche la posizione del Madagascar, una delle regioni a più alta concentrazione di endemismi della Terra. In genere, quest'isola è compresa nella regione etiopica, ma alcuni autori trattano il Madagascar come un'ecozona a sé stante.
I biomi terrestri rappresentati in questa regione sono prevalentemente di tipo tropicale: oltre al deserto tropicale si annoverano la savana nelle sue varie conformazioni, dalla prateria tropicale alla boscaglia di arbusti spinosi, la foresta stagionale tropicale, la foresta pluviale tropicale e, nelle regioni costiere, la mangrovia. La rappresentanza di biomi temperati si limita alla sola presenza del bioma mediterraneo nella provincia del Capo Occidentale, in Sudafrica.

## Ecoregioni
L'ecozona afrotropicale comprende le seguenti ecoregioni terrestri:
| Bioma                                                   | Ecoregione                                                      | Codice WWF | Paesi |
| ------------------------------------------------------- | --------------------------------------------------------------- | ---------- | --- |
| Foreste pluviali di latifoglie tropicali e subtropicali | Foreste montane della faglia albertina                          | AT0101     | Burundi, Repubblica Democratica del Congo, Ruanda, Tanzania, Uganda                                                       |
| Foreste pluviali di latifoglie tropicali e subtropicali | Foreste costiere equatoriali atlantiche                         | AT0102     | Angola, Camerun, Repubblica del Congo, Repubblica Democratica del Congo, Guinea Equatoriale, Gabon                        |
| Foreste pluviali di latifoglie tropicali e subtropicali | Foreste degli altopiani del Camerun                             | AT0103     | Camerun, Nigeria |
| Foreste pluviali di latifoglie tropicali e subtropicali | Foreste di pianura del Congo centrale                           | AT0104     | Repubblica Democratica del Congo                                                                                          |
| Foreste pluviali di latifoglie tropicali e subtropicali | Foreste delle Comore                                            | AT0105     | Comore |
| Foreste pluviali di latifoglie tropicali e subtropicali | Foresta di transizione Cross-Niger                              | AT0106     | Nigeria |
| Foreste pluviali di latifoglie tropicali e subtropicali | Foreste costiere di Cross-Sanaga-Bioko                          | AT0107     | Camerun, Nigeria |
| Foreste pluviali di latifoglie tropicali e subtropicali | Foreste montane dell'Africa orientale                           | AT0108     | Kenya, Sudan, Tanzania, Uganda                                                                                            |
| Foreste pluviali di latifoglie tropicali e subtropicali | Foreste dell'Arco orientale                                     | AT0109     | Kenya, Tanzania |
| Foreste pluviali di latifoglie tropicali e subtropicali | Foreste palustri del Congo orientale                            | AT0110     | Repubblica Democratica del Congo                                                                                          |
| Foreste pluviali di latifoglie tropicali e subtropicali | Foreste di pianura della Guinea orientale                       | AT0111     | Benin, Costa d'Avorio, Ghana, Togo                                                                                        |
| Foreste pluviali di latifoglie tropicali e subtropicali | Foreste montane dell'Etiopia                                    | AT0112     | Eritrea, Etiopia, Somalia, Sudan                                                                                          |
| Foreste pluviali di latifoglie tropicali e subtropicali | Foreste delle Seychelles                                        | AT0113     | Seychelles |
| Foreste pluviali di latifoglie tropicali e subtropicali | Foreste montane della Guinea                                    | AT0114     | Costa d'Avorio, Guinea, Liberia, Sierra Leone                                                                             |
| Foreste pluviali di latifoglie tropicali e subtropicali | Foreste montane di Knysna-Amatole                               | AT0115     | Sudafrica |
| Foreste pluviali di latifoglie tropicali e subtropicali | Foresta costiera a mosaico di KwaZulu-Cape                      | AT0116     | Sudafrica |
| Foreste pluviali di latifoglie tropicali e subtropicali | Foreste pluviali del Madagascar orientale                       | AT0117     | Madagascar |
| Foreste pluviali di latifoglie tropicali e subtropicali | Foreste subumide del Madagascar                                 | AT0118     | Madagascar |
| Foreste pluviali di latifoglie tropicali e subtropicali | Foresta costiera a mosaico del Maputaland                       | AT0119     | Mozambico, Sudafrica, Swaziland                                                                                           |
| Foreste pluviali di latifoglie tropicali e subtropicali | Foreste delle Mascarene                                         | AT0120     | Mauritius, Riunione |
| Foreste pluviali di latifoglie tropicali e subtropicali | Foreste montane del Monte Camerun e di Bioko                    | AT0121     | Camerun |
| Foreste pluviali di latifoglie tropicali e subtropicali | Foreste palustri del delta del Niger                            | AT0122     | Nigeria |
| Foreste pluviali di latifoglie tropicali e subtropicali | Foreste di pianura della Nigeria                                | AT0123     | Benin, Nigeria |
| Foreste pluviali di latifoglie tropicali e subtropicali | Foreste di pianura del Congo nord-orientale                     | AT0124     | Repubblica Centrafricana, Repubblica Democratica del Congo                                                                |
| Foreste pluviali di latifoglie tropicali e subtropicali | Foresta costiera a mosaico di Zanzibar-Inhambane settentrionale | AT0125     | Kenya, Somalia, Tanzania                                                                                                  |
| Foreste pluviali di latifoglie tropicali e subtropicali | Foreste di pianura del Congo nord-occidentale                   | AT0126     | Camerun, Repubblica Centrafricana, Repubblica del Congo, Repubblica Democratica del Congo, Gabon                          |
| Foreste pluviali di latifoglie tropicali e subtropicali | Foreste di pianura di São Tomé, Príncipe e Annobón              | AT0127     | São Tomé e Príncipe |
| Foreste pluviali di latifoglie tropicali e subtropicali | Foresta costiera a mosaico di Zanzibar-Inhambane meridionale    | AT0128     | Mozambico, Tanzania |
| Foreste pluviali di latifoglie tropicali e subtropicali | Foreste palustri del Congo occidentale                          | AT0129     | Repubblica Centrafricana, Repubblica del Congo, Repubblica Democratica del Congo                                          |
| Foreste pluviali di latifoglie tropicali e subtropicali | Foreste di pianura della Guinea occidentale                     | AT0130     | Costa d'Avorio, Guinea, Liberia, Sierra Leone                                                                             |
| Foreste secche di latifoglie tropicali e subtropicali   | Foresta secca di Capo Verde                                     | AT0201     | Capo Verde |
| Foreste secche di latifoglie tropicali e subtropicali   | Foresta decidua secca del Madagascar occidentale                | AT0202     | Madagascar |
| Foreste secche di latifoglie tropicali e subtropicali   | Foresta secca zambesiana a Cryptosepalum                        | AT0203     | Angola, Zambia |
| Praterie, savane e macchie tropicali e subtropicali     | Boschi di miombo angolani                                       | AT0701     | Angola, Repubblica Democratica del Congo                                                                                  |
| Praterie, savane e macchie tropicali e subtropicali     | Boschi di mopane angolani                                       | AT0702     | Angola, Namibia |
| Praterie, savane e macchie tropicali e subtropicali     | Sterpaglia e praterie di Ascensione                             | AT0703     | Ascensione |
| Praterie, savane e macchie tropicali e subtropicali     | Boschi di miombo dello Zambesi centrale                         | AT0704     | Angola, Burundi, Repubblica Democratica del Congo, Malawi, Tanzania, Zambia                                               |
| Praterie, savane e macchie tropicali e subtropicali     | Savana sudanese orientale                                       | AT0705     | Camerun, Repubblica Centrafricana, Ciad, Repubblica Democratica del Congo, Eritrea, Etiopia, Nigeria, Sudan, Uganda       |
| Praterie, savane e macchie tropicali e subtropicali     | Boschi di miombo orientali                                      | AT0706     | Malawi, Mozambico, Tanzania                                                                                               |
| Praterie, savane e macchie tropicali e subtropicali     | Mosaico di foresta e savana della Guinea                        | AT0707     | Benin, Camerun, Costa d'Avorio, Gambia, Ghana, Guinea, Guinea-Bissau, Liberia, Nigeria, Senegal, Sierra Leone, Togo       |
| Praterie, savane e macchie tropicali e subtropicali     | Macchia di Itigi-Sumbu                                          | AT0708     | Repubblica Democratica del Congo, Tanzania, Zambia                                                                        |
| Praterie, savane e macchie tropicali e subtropicali     | Boschi di Acacia-Baikiaea del Kalahari                          | AT0709     | Botswana, Namibia, Sudafrica, Zimbabwe                                                                                    |
| Praterie, savane e macchie tropicali e subtropicali     | Mosaico dei monti Mandara                                       | AT0710     | Camerun, Nigeria |
| Praterie, savane e macchie tropicali e subtropicali     | Boscaglia e macchia di Acacia-Commiphora settentrionale         | AT0711     | Etiopia, Kenya, Sudan, Tanzania, Uganda                                                                                   |
| Praterie, savane e macchie tropicali e subtropicali     | Mosaico di foresta e savana del Congo settentrionale            | AT0712     | Camerun, Repubblica Centrafricana, Repubblica Democratica del Congo, Sudan, Uganda                                        |
| Praterie, savane e macchie tropicali e subtropicali     | Savana ad acacia del Sahel                                      | AT0713     | Burkina Faso, Camerun, Repubblica Centrafricana, Ciad, Eritrea, Etiopia, Mali, Mauritania, Niger, Nigeria, Senegal, Sudan |
| Praterie, savane e macchie tropicali e subtropicali     | Praterie vulcaniche del Serengeti                               | AT0714     | Tanzania |
| Praterie, savane e macchie tropicali e subtropicali     | Boscaglia e macchia di Acacia-Commiphora somala                 | AT0715     | Eritrea, Etiopia, Kenya, Somalia, Sudan, Tanzania                                                                         |
| Praterie, savane e macchie tropicali e subtropicali     | Boscaglia e macchia di Acacia-Commiphora meridionale            | AT0716     | Kenya, Tanzania, Uganda                                                                                                   |
| Praterie, savane e macchie tropicali e subtropicali     | Boscaglia aperta dell'altopiano sudafricano                     | AT0717     | Botswana, Mozambico, Sudafrica, Zimbabwe                                                                                  |
| Praterie, savane e macchie tropicali e subtropicali     | Mosaico di foresta e savana del Congo meridionale               | AT0718     | Angola, Repubblica Democratica del Congo                                                                                  |
| Praterie, savane e macchie tropicali e subtropicali     | Boschi di miombo meridionali                                    | AT0719     | Malawi, Mozambico, Zambia, Zimbabwe                                                                                       |
| Praterie, savane e macchie tropicali e subtropicali     | Sterpaglia e boschi di Sant'Elena                               | AT0720     | Sant'Elena |
| Praterie, savane e macchie tropicali e subtropicali     | Mosaico di foresta e savana del bacino del lago Vittoria        | AT0721     | Burundi, Repubblica Democratica del Congo, Etiopia, Kenya, Ruanda, Sudan, Tanzania, Uganda                                |
| Praterie, savane e macchie tropicali e subtropicali     | Savana sudanese occidentale                                     | AT0722     | Benin, Burkina Faso, Costa d'Avorio, Gambia, Ghana, Guinea, Mali, Mauritania, Niger, Nigeria, Senegal, Togo               |
| Praterie, savane e macchie tropicali e subtropicali     | Mosaico di foresta e savana del Congo occidentale               | AT0723     | Angola, Repubblica del Congo, Repubblica Democratica del Congo, Gabon                                                     |
| Praterie, savane e macchie tropicali e subtropicali     | Prateria dello Zambesi occidentale                              | AT0724     | Angola, Zambia |
| Praterie, savane e macchie tropicali e subtropicali     | Savana alberata a mopane dello Zambesi                          | AT0725     | Botswana, Malawi, Mozambico, Namibia, Sudafrica, Swaziland, Zambia, Zimbabwe                                              |
| Praterie, savane e macchie tropicali e subtropicali     | Boschi di Baikiaea dello Zambesi                                | AT0726     | Angola, Botswana, Namibia, Zambia, Zimbabwe                                                                               |
| Praterie, savane e macchie temperate                    | Boscaglie montane dei monti Al Hajar                            | AT0801     | Oman, Emirati Arabi Uniti                                                                                                 |
| Praterie, savane e macchie temperate                    | Praterie temperate delle isole Amsterdam e Saint-Paul           | AT0802     | Terre Australi e Antartiche Francesi                                                                                      |
| Praterie, savane e macchie temperate                    | Macchia e praterie delle isole Tristan da Cunha-Gough           | AT0803     | Sant'Elena |
| Praterie e savane inondabili                            | Laghi salati dell'Africa orientale                              | AT0901     | Kenya, Tanzania |
| Praterie e savane inondabili                            | Praterie alofile dell'Etosha Pan                                | AT0902     | Namibia |
| Praterie e savane inondabili                            | Savana inondabile del delta interno del Niger-Bani              | AT0903     | Mali |
| Praterie e savane inondabili                            | Savana inondabile del lago Ciad                                 | AT0904     | Camerun, Ciad, Niger, Nigeria                                                                                             |
| Praterie e savane inondabili                            | Praterie inondabili del Sahara                                  | AT0905     | Etiopia, Sudan |
| Praterie e savane inondabili                            | Savana inondabile costiera dello Zambesi                        | AT0906     | Mozambico |
| Praterie e savane inondabili                            | Praterie inondabili dello Zambesi                               | AT0907     | Angola, Botswana, Repubblica Democratica del Congo, Malawi, Mozambico, Namibia, Tanzania, Zambia                          |
| Praterie e savane inondabili                            | Laghi salati del bacino dello Zambesi                           | AT0908     | Botswana, Zimbabwe |
| Praterie e boscaglie montane                            | Mosaico montano di foreste-praterie dell'Angola                 | AT1001     | Angola |
| Praterie e boscaglie montane                            | Savana e boscaglie della scarpata angolana                      | AT1002     | Angola |
| Praterie e boscaglie montane                            | Praterie e boscaglie altimontane dei monti dei Draghi           | AT1003     | Lesotho, Sudafrica |
| Praterie e boscaglie montane                            | Praterie montane dei monti dei Draghi                           | AT1004     | Lesotho, Sudafrica, Swaziland                                                                                             |
| Praterie e boscaglie montane                            | Brughiere montane dell'Africa orientale                         | AT1005     | Kenya, Tanzania, Uganda                                                                                                   |
| Praterie e boscaglie montane                            | Mosaico montano di foreste-praterie dello Zimbabwe orientale    | AT1006     | Mozambico, Zimbabwe |
| Praterie e boscaglie montane                            | Praterie e boscaglie montane dell'Etiopia                       | AT1007     | Eritrea, Etiopia, Sudan                                                                                                   |
| Praterie e boscaglie montane                            | Brughiere montane dell'Etiopia                                  | AT1008     | Etiopia |
| Praterie e boscaglie montane                            | Praterie dell'Alto Veld                                         | AT1009     | Lesotho, Sudafrica |
| Praterie e boscaglie montane                            | Mosaico di foreste-praterie dell'altopiano di Jos               | AT1010     | Nigeria |
| Praterie e boscaglie montane                            | Macchia ericoide del Madagascar                                 | AT1011     | Madagascar |
| Praterie e boscaglie montane                            | Macchia del Maputaland-Pondoland                                | AT1012     | Sudafrica |
| Praterie e boscaglie montane                            | Brughiere montane dei monti Ruwenzori-Virunga                   | AT1013     | Repubblica Democratica del Congo, Ruanda, Uganda                                                                          |
| Praterie e boscaglie montane                            | Mosaico montano di foreste-praterie del Malawi meridionale      | AT1014     | Malawi |
| Praterie e boscaglie montane                            | Mosaico montano di foreste-praterie del Rift meridionale        | AT1015     | Malawi, Mozambico, Tanzania, Zambia                                                                                       |
| Foreste, boschi e macchie mediterranee                  | Macchia di Albany                                               | AT1201     | Sudafrica |
| Foreste, boschi e macchie mediterranee                  | Fynbos e renosterveld di pianura                                | AT1202     | Sudafrica |
| Foreste, boschi e macchie mediterranee                  | Fynbos e renosterveld di montagna                               | AT1203     | Sudafrica |
| Deserti e macchia xerofila                              | Macchia xerofila di Aldabra                                     | AT1301     | Seychelles |
| Deserti e macchia xerofila                              | Deserto costiero nebbioso della penisola arabica                | AT1302     | Oman, Arabia Saudita, Yemen                                                                                               |
| Deserti e macchia xerofila                              | Boscaglie xerofile montane del Sahara orientale                 | AT1303     | Ciad, Sudan |
| Deserti e macchia xerofila                              | Deserto costiero dell'Eritrea                                   | AT1304     | Gibuti, Eritrea |
| Deserti e macchia xerofila                              | Praterie e macchie xerofile dell'Etiopia                        | AT1305     | Eritrea, Etiopia, Gibuti, Somalia, Sudan                                                                                  |
| Deserti e macchia xerofila                              | Deserto e semideserto del golfo di Oman                         | AT1306     | Oman, Emirati Arabi Uniti                                                                                                 |
| Deserti e macchia xerofila                              | Praterie e macchie di Hobyo                                     | AT1307     | Somalia |
| Deserti e macchia xerofila                              | Macchia xerofila di Europa e Bassas da India                    | AT1308     | Francia (isole Europa e Bassas da India)                                                                                  |
| Deserti e macchia xerofila                              | Savana xerofila del Kalahari                                    | AT1309     | Botswana, Namibia, Sudafrica                                                                                              |
| Deserti e macchia xerofila                              | Deserto del Kaokoveld                                           | AT1310     | Angola, Namibia |
| Deserti e macchia xerofila                              | Foresta spinosa del Madagascar                                  | AT1311     | Madagascar |
| Deserti e macchia xerofila                              | Foreste succulente del Madagascar                               | AT1312     | Madagascar |
| Deserti e macchia xerofila                              | Praterie e macchie xerofile masai                               | AT1313     | Etiopia, Kenya |
| Deserti e macchia xerofila                              | Karoo nama                                                      | AT1314     | Namibia, Sudafrica |
| Deserti e macchia xerofila                              | Deserto del Namib                                               | AT1315     | Namibia |
| Deserti e macchia xerofila                              | Savana alberata della Namibia                                   | AT1316     | Angola, Namibia |
| Deserti e macchia xerofila                              | Deserto costiero del mar Rosso                                  | AT1317     | Egitto, Sudan |
| Deserti e macchia xerofila                              | Macchia xerofila di Socotra                                     | AT1318     | Yemen |
| Deserti e macchia xerofila                              | Boscaglie xerofile montane della Somalia                        | AT1319     | Somalia |
| Deserti e macchia xerofila                              | Savana pedemontana dell'Arabia sud-occidentale                  | AT1320     | Oman, Arabia Saudita, Yemen                                                                                               |
| Deserti e macchia xerofila                              | Boscaglie montane dell'Arabia sud-occidentale                   | AT1321     | Arabia Saudita, Yemen |
| Deserti e macchia xerofila                              | Karoo succulento                                                | AT1322     | Namibia, Sudafrica |
| Mangrovie                                               | Mangrovie dell'Africa centrale                                  | AT1401     | Angola, Camerun, Repubblica Democratica del Congo, Guinea Equatoriale, Gabon, Ghana, Nigeria                              |
| Mangrovie                                               | Mangrovie dell'Africa orientale                                 | AT1402     | Kenya, Mozambico, Somalia, Tanzania                                                                                       |
| Mangrovie                                               | Mangrovie dell'Africa occidentale                               | AT1403     | Costa d'Avorio, Gambia, Ghana, Guinea, Guinea-Bissau, Liberia, Senegal, Sierra Leone                                      |
| Mangrovie                                               | Mangrovie del Madagascar                                        | AT1404     | Madagascar |
| Mangrovie                                               | Mangrovie dell'Africa australe                                  | AT1405     | Mozambico, Sudafrica |